# فابیان بوردنسکی
فابیان بوردنسکی (انگلیسی: Fabian Burdenski؛ زادهٔ ۲۳ سپتامبر ۱۹۹۱) بازیکن فوتبال اهل آلمان است.
از باشگاه‌هایی که در آن بازی کرده‌است می‌توان به باشگاه فوتبال اف‌اس‌وی فرانکفورت، باشگاه فوتبال ویسوا کراکوف، باشگاه فوتبال قوت-وایس ارفورت، و باشگاه فوتبال ماگدبورگ ۱ اشاره کرد.